# سیروس فرصت
سیروس فرصت (زادهٔ ۱۳۱۰ ه‍. خ) موسیقی‌دان و نوازندهٔ فلوت اهل ایران است.

## زندگی‌نامه
سیروس فرصت در سال ۱۳۱۰ ه‍. ش در بندر انزلی متولد شد. پدر بزرگ او فرصت‌الدوله شیرازی شاعر و موسیقی‌دان بود و پدرش نیز تار می‌نواخت. به همین علت سیروس فرصت از کودکی به موسیقی علاقه داشت و از باغ‌های اطراف شهر ساری نی می‌بُرید و برای خود تمرین می‌کرد. او در سن ۱۱ سالگی به همراه خانواده به تهران رفت و در کلاس چهارم دبستان دری به تحصیل مشغول شد. در این زمان معلم سرود مدرسه به استعدادش وی برد و از او برای نواختن فلوت در کنار گروه سرود دعوت کرد. او نواختن صحیح فلوت را از ابوالحسن صبا آموخت.
سیروس فرصت در نوزده سالگی به اسماعیل مهرتاش معرفی شد و همکاری خود را با ارکستر جامعهٔ باربد، در کنار هنرمندانی همچون ملوک ضرابی، ملکه برومند و عبدالوهاب شهیدی آغاز کرد. فرصت پس از افتتاح رادیو ژاندارمری، با این سازمان نیز به همکاری پرداخت. پس از آن با هنرمندانی نظیر عباس شاپوری، شاپور نیاکان، پرویز یاحقی، فرهنگ شریف و برادرش پرویز فرصت که نوازندهٔ عود و ویلن بود، همکاری کرد. با نواخته‌های او ساز فلوت بیش از پیش رواج پیدا کرد و مورد توجه جوانان قرار گرفت. وی با ارکسترهای هنرمندانی مانند عباس شاپوری، مهدی خالدی، مجید وفادار و همچنین ارکستر آذربایجانی نیز به همکاری پرداخت. پس از مدتی رهبری ارکستر شمارهٔ پنج رادیو با خوانندگی عزت روح‌بخش به او و برادرش سپرده شد و تا مدت‌ها ادامه یافت. او همچنین سرپرستی ارکستر سازمان شیر و خورشید را بر عهده داشت و با هنرمندانی همچون انوشیروان روحانی، پرویز یاحقی، مجید نجاحی و هوشنگ شوکتی در این ارکستر همکاری داشت. سیروس فرصت در سال ۱۳۳۱ در چهارمین جشنوارهٔ جهانی که در هتل پالاس برگزار شد، به مقام نخست نوازندگی فلوت دست یافت و مدال طلای این جشنواره به وی اهدا شد. او همزمان با آغاز به کار تلویزیون ایران، برنامه‌هایی را با خوانندگی هوشنگ شوکتی برای این سازمان اجرا کرد. وی پس از مدتی راهی کشور فرانسه شد و تحصیلات دانشگاهی خود را در رشتهٔ آمار و اقتصاد از دانشگاه سوربن به پایان رساند و به ایران بازگشت.